# Trucolor
Trucolor fue un proceso cinematográfico en color utilizado por la división Consolidated Film Industries de Republic Pictures, quienes también eran sus propietarios. Fue introducido en reemplazo del proceso Magnacolor, también de Consolidated.
Republic utilizó Trucolor principalmente para sus wésterns, durante la década de 1940 y principios de la de 1950. El estreno del Trucolor fue en Out California Way (1946) y la última película fotografiada con este proceso fue Spoilers of the Forest (1957). Con la llegada de las películas en color Eastmancolor y Ansco, que dieron mejores resultados a un precio más barato, Trucolor fue abandonado, coincidiendo con la desaparición de Republic.
En el momento de su introducción, Trucolor era un proceso de color sustractivo de dos colores. Aproximadamente tres años después, el fabricante amplió el proceso para incluir un sistema de liberación de tres colores basado en la película de DuPont. Más tarde reemplazaron la película de DuPont con la película de Eastman Kodak. Por lo tanto, en su vida útil de alrededor de 12 años, el proceso Trucolor funcionó en realidad como tres sistemas distintos para impresiones de liberación en color, todos con el mismo crédito en pantalla de “Trucolor”. Sin embargo, incluso en 1950, algunos cinéfilos y publicaciones de entretenimiento encontraron que las producciones de Trucolor en ocasiones eran deficientes y distraían visualmente debido a las varias imprecisiones de color. Como parte de su revisión del "oatuner" Twilight in the Sierras de Roy Rogers, la influyente revista Variety declaró que: «El tintado en Trucolor aumenta los costos de producción a pesar de la falsa reproducción generalizada de los tonos faciales y del paisaje.»

## Proceso Trucolor
En su versión original de dos colores, funcionaba como un proceso de dos tiras (rojo y azul) basado en el trabajo anterior del proceso de color Prizma de William Van Doren Kelley. Las películas con Trucolor se filmaban en bipack, con las dos tiras de película sensibilizadas al rojo y al azul. Ambos negativos se procesaban como una película duplicada, al igual que el proceso rival de Trucolor, Cinecolor. Sin embargo, a diferencia de Cinecolor, la película no se teñía con un tóner sino con un acoplador de color, similar al proceso Eastmancolor. Debido a esta composición química, la película filmadas con Trucolor se desvanece con el tiempo, a diferencia de las filmadas con Cinecolor.
El Trucolor de tres colores se utilizó por primera vez en 1949, para hacer impresiones de dibujos animados fotografiados en el proceso de "exposición sucesiva", en el que cada celda de animación se fotografiaba tres veces, en tres fotogramas secuenciales, detrás de filtros rojos, verdes y azules alternos. Usaban una película positiva de liberación de color Du Pont multicapa para el material de impresión de liberación.
DuPont suministró el material para el proceso de tres colores de Trucolor entre 1949 y 1953. Las impresiones posteriores a 1953 se registraban con material de impresión en color de Eastman 5382, y en ese momento, el nombre "Trucolor" se convirtió en sinónimo de otros nombres comerciales para el procesamiento de Eastmancolor.
Republic Pictures introdujo el Trucolor de tres colores con el lanzamiento de la comedia musical Honeychile, dirigida por Judy Canova en 1951. Se utilizaron negativos Kodak Eastmancolor para la fotografía principal, y material positivo de DuPont (tipo 875) para realizar copias impresas. Este material tenía una estructura monopaquete que usaba polímero sintético en lugar de gelatina como formador de color.

## Películas en Trucolor
Aunque famoso por ser utilizado en los wésterns de Roy Rogers y en otros, Republic utilizó Trucolor en una gran variedad de películas. La película de acción en vivo de 61 minutos Bill and Coo (1948) fue filmada en Trucolor y fue galardonada con un Óscar honorífico. Tal reconocimiento mantuvo al personal de la industria interesado en el perfeccionamiento continuo del proceso Trucolor y su uso en otras películas por parte de Republic. En 1949, la revista Showmen’s Trade Review informó lo siguiente:

Republic has scheduled two additional Trucolor productions to go before the cameras before the end of the year, making a total of 12 pictures to have utilized Republic’s color process during the year. The two planned Trucolor features are a Roy Rogers film, “Trigger, Jr.”, slated for a Nov. 28 start, and a comedy romance starring Estelita Rodriguez, now being prepared for late November production. One Trucolor picture, “Singing Guns,” is now being filmed.
Republic ha programado dos producciones Trucolor adicionales para presentarse ante las cámaras antes de fin de año, lo que hace un total de doce películas que han utilizado el proceso de color de Republic durante todo el año. Los dos largometrajes de Trucolor planeados son una película de Roy Rogers, "Trigger, Jr.", programada para empezar a rodar el 28 de noviembre, y una comedia romántica protagonizada por Estelita Rodriguez, que ahora se prepara para la producción de fines de noviembre. Ahora se está filmando una película de Trucolor, "Singing Guns".

El director John Ford filmó en 1951 un documental de la guerra de Corea en Trucolor, This is Korea. Republic también usó el proceso para The Last Command, una representación épica de la batalla de El Álamo. En esa producción de 1955, los uniformes del ejército mexicano fueron confeccionados en telas celestes para mejorar su apariencia en la pantalla. Montana Belle, un wéstern protagonizado por Jane Russell como la forajida Belle Starr, fue filmada en Trucolor por el productor independiente Howard Welsch en 1948. La película iba a ser publicada por Republic originalmente; sin embargo, fue comprado por RKO, con quien Russell estaba bajo contrato, y ese estudio no la lanzó hasta 1952.
Republic también realizó Fair Wind to Java (1953), una película de aventura que culminaba con la explosión del vólcan Krakatoa. Nicholas Ray usó Trucolor para su excéntrico wéstern de 1954, Johnny Guitar. El proceso Trucolor también fue usado en Europa, con William Dieterle filmaba la vida de Richard Wagner en Magic Fire (1956) y con la película portuguesa Lisboa (1956), dirigida y protagonizada por Ray Milland. Come Next Spring (1956), de R. G. Springsteen, fue una de las últimas películas filmadas en Trucolor. Sin embargo, John Ford se negó a filmar The Quiet Man (1952) en Trucolor a pesar de que el director de Republic, Herbert J. Yates, insistió en que se usara el proceso. La negativa de Ford prevaleció, ya que luego se emplearía Technicolor para la película.

## Otros usos
Además de los largometrajes, Republic encargó a Robert Clampett que hiciera una caricatura en Trucolor, It's a Grand Old Nag. De 1952 a 1955, Republic publicó una serie de 32 episodios documentales de vaijes en Trucolor de una serie llamada This World of Ours, producida por Carl Dudley. El estudio también encargó a Leonard L. Levinson que hiciera cuatro diarios de viaje satíricos de dibujos animados de animación limitada llamados Jerky Journeys utilizando el proceso. El documental de acción en vivo Carnival in Munich, escrito por Sloan Nibley, y Zanzabuku, filmado en África por Lewis Cotlow, son otras dos producciones en Trucolor.